# Eurysthaea scutellaris
Eurysthaea scutellaris är en tvåvingeart som först beskrevs av Jean-Baptiste Robineau-Desvoidy 1849.  Eurysthaea scutellaris ingår i släktet Eurysthaea och familjen parasitflugor. Arten har ej påträffats i Sverige. Inga underarter finns listade i Catalogue of Life.